# Бейерут, Нильс
Нильс Бейерут (швед. Nils Bejerot; 21 сентября 1921, Норртелье, Швеция — 29 ноября 1988, Стокгольм) — шведский психиатр и криминалист, известный своими работами о наркотической зависимости, автор термина «стокгольмский синдром».

## Работа
Нильс Бейерут родился в 1921 году в Норртелье. Его отец работал кассиром в местном отделении банка Upland Bank. Не будучи слишком активным учеником, Нильс больше интересовался скаутским движением. В 1936 году, когда отца перевели в другое отделение, его семья переехала в Эстхаммар. В возрасте 15 лет у Бейерута начались кровоизлияния в легких в связи с перенесенным туберкулёзом. Он был отправлен в пансионат, где провел в общей сложности 3 года. Несмотря ни на что, Бейерут описывает время, проведенное там, как счастливый период своей жизни. Среди пациентов царила положительная атмосфера, несмотря на то, что примерно 1/3 из них умерли. Находясь в пансионате он познакомился с людьми разных возрастов с различным опытом, и общение с ними побудило его впоследствии заняться изучением политики и участием в политической деятельности, вступлении в Коммунистическую партию и другие социалистические организации. Когда он начал изучать медицину в 1947 году, он был в числе отстающих студентов, в основном из-за чрезмерного участия в общественной и политической деятельности.
После первого курса во время поездки из города Шамац в Сараево (бывшая Югославия) он познакомился с английской медсестрой Кэрол Морис, позже они поженились.
В 1952—1954 годах Бейерут работал ассистентом в Каролинском институте, получив в нем базовое медицинское образование. В то же время он написал свою первую книгу против насилия в комиксах.
Так вышло, что в 1954 году, будучи помощником медико-социального инспектора Комитета по детям и молодежи Стокгольма, Бейерут первым из европейских врачей выявил и описал случай молодежной внутривенной наркомании.
В 1956 после секретного доклада[что?] Хрущева на XX съезде КПСС, Бейерут усомнился в коммунистической системе; иллюзия светлого будущего коммунизма ещё больше пошатнулась после ввода советских войск в Венгрию. Бейерут прекратил политическую деятельность и сосредоточился на медицине.
В 1957 году Бейерут получил научную степень по медицине в Каролинском институте в Стокгольме.
С 1957 по 1962 год Бейерут изучает психиатрию в больнице Södersjukhuset и больнице Святого Георгия в Стокгольме.
Начиная с 1958 года, Бейерут работал консультирующим психиатром в стокгольмском отделении полиции, а с 1965 — терапевтом в стокгольмской тюрьме предварительного заключения. Его пациентами были арестанты, многие из которых были стокгольмскими алкоголиками и наркоманами. Позже он стал соавтором исследования по наркотической зависимости в Шведском национальном совете медицинских исследований, а затем читал лекции по социальной медицине в Каролинском институте.
В 1963 году Бейерут изучал эпидемиологию и медицинскую статистику в Лондонской школе гигиены и тропической медицины (London School of Hygiene & Tropical Medicine), получив грант от Всемирной организации здравоохранения.
В 1965 году Бейерут начал участвовать в обсуждении проблемы наркомании в Швеции, призывая к жестким мерам по предотвращению этой новой и быстрорастущей проблемы. Он тщательно наблюдал за довольно неуклюжим экспериментом по узакониванию выписки героина, амфетамина и т. д. наркоманам. Эти наблюдения стали основой его диссертации по эпидемическому распространению наркотиков. Бейерут утверждал, что подобная программа увеличит количество наркоманов. Организовав подсчет следов инъекций у лиц, попавших в полицию, он доказал, что число зависимых в Стокгольме в течение эксперимента продолжало быстро расти. Программа была приостановлена в 1968 году.
Понятие «эпидемическая наркомания» было, вероятно навеяно тогдашними дебатами в Британии. Обширное правительственное исследование «Brain Report», проведённое в Соединённом Королевстве (1965), описывало наркоманию как «социально заразное состояние». Второй «Brain Report» рекомендовал организацию специальных лечебных центров, где героиновых наркоманов можно было лечить в изоляции от общества. Бейерут изучал эпидемиологию в Лондоне в 1963 году. Начиная с 1968 года, в своих работах и лекциях он начал регулярно обсуждать различия между эпидемическим, терапевтическим и эндемическим типами наркозависимости.
В 1969 году Бейерут стал одним из основателей Союза за общество без наркотиков (RNS), который до сих пор играет важную роль в формировании политики Швеции в отношении наркотиков. RNS не принимает никаких государственных грантов. Бейерут предупредил о последствиях «эпидемической зависимости», распространяемой молодыми, психологически и социально нестабильными людьми, и обычно связанной с непосредственным личным вовлечением в употребление ради эйфории опьяняющих средств, не одобряемых обществом.
В 1972 году работы Бейерута стали одной из причин усиления в Швеции максимального наказания за тяжелые наркопреступления — до 10 лет тюремного заключения.
В 1974 году он был приглашен в качестве одного из 21 научных экспертов по марихуане в комиссию Сената США по эпидемии употребления марихуаны и её влиянию на безопасность Соединённых Штатов.
В 1975 году Бейерут становится доцентом Каролинского института и пишет докторскую диссертацию о наркозависимости и антинаркотической политике.
В 1979 году Бейерут получил звание почетного профессора, которого Шведское правительство удостаивает лишь нескольких людей в год.
Его исследования охватывают столь широкие области, как эпидемиология наркопотребления, динамика наркозависимости и непоследовательность политики здравоохранения. Бейерут провел большое количество лекций в разных частях Швеции. В течение 30 лет он активно лоббировал полный запрет всех наркотиков, включая запрет на владение и употребление конопли. Он опубликовал более 600 научных работ и критических статей в различных изданиях, а также опубликовал более 10 книг по этой теме. Его двухдневные курсы прослушало в общей сложности около 100 000 человек. В течение многих лет он читал лекции о наркомании, психических болезнях и искусстве ведения переговоров в «Polishögskolan» (Шведский полицейский колледж). Он обучал почти каждого офицера Шведской полиции, из-за чего получил прозвище «polisdoktorn» (Доктор полиции).
Теории Бейерута о распространении наркомании и рекомендации по антинаркотической политике до сих пор имеют значительное влияние на антинаркотическую политику Швеции.

## Карьера
Бейерут наиболее известен благодаря следующему:
- Его роль как консультанта по психиатрии во время ограбления банка «Kreditbanken» в 1973 году и введение термина «стокгольмский синдром», для обозначения сочувствия заложников к их захватчикам.[17][18] Термин «стокгольмский синдром» впоследствии был использован в миллионах страниц Интернета.
- Его непримиримая оппозиция легализации и программе выписке наркоманам рецептов на наркотики. Он выступал за нулевую терпимость к незаконному употреблению наркотиков и владению ими, включая все запрещенные вещества, что можно наблюдать сейчас в законодательстве Швеции. В начале 1980-х годов он стал одним из 10 людей, наиболее повлиявших на общественное мнение в Швеции. Управление ООН по наркотикам и преступности и многие другие организации оценили вклад Бейерута в шведскую стратегию против рекреационного употребления наркотиков. Его требование нулевой терпимости как политики государства долгое время считалось экстремистским, но в конце 1970-х мнение общества изменилось. Несомненно, именно он внес наибольший вклад в поворот Шведской наркополитики в рестриктивное русло[16][19], что сделало его образ противоречивым как при жизни, так и после смерти.[20] Многие считали Бейерута гуманистом, защищающим формирование жизнеспособной антинаркотической политики, а Роберт Дюпон отзывался о нём как о «герое борьбы Швеции с наркоманией».[21] Другие видят в нем реакционера, затруднявшего введение новых методов лечения зависимости.[22]
- Его решительный протест против насилия в журналах комиксов, который был выражен в книге «Barn, serie, samhälle» («Дети, комиксы, общество», 1954), которая была, в свою очередь, в значительной степени, адаптацией книги Фредерика Вертама «Совращение невинных» (англ. Seduction of the Innocent), опубликованной в том же году.

## Бейерут о факторах, влияющих на увеличение риска зависимости
До того, как Бейерут в 1965 году начал участвовать в обсуждении проблемы наркотиков, наркомания в Швеции считалась частной проблемой здоровья, а правовые меры применялись к наркодилерам. До 1968 года максимальным наказанием за тяжелые преступления связанные с наркотиками был 1 год в тюрьме. Бейерут подчеркивал важность противостояния спросу на наркотики, противостояния злоупотреблению ими, исключительную роль самих потребителей в вовлечении в употребление новичков. Политику, направленную только против торговцев, он считал неэффективной.
Он также подвергал сомнению то, что безработица и снижение уровня жизни объясняют рост потребления наркотиков, против чего в свою очередь выступали некоторые из его комментаторов тех времен. Бейерут указывал, что злоупотребление алкоголем в Швеции в 1930-х годах было весьма ограничено, несмотря на безработицу и экономический кризис.
Взамен Нильс Бейерут подчеркивал важность пяти других факторов, повышающих риск возникновения наркомании у индивида и эпидемического распространения наркозависимости:
- Доступность наркотического вещества
- Наличие денег для приобретения вещества
- Наличие свободного времени для употребления вещества
- Примеры употребления вещества в ближайшем окружении
- Общественное мнение, терпимо относящееся к употреблению.[23]

Бейерут поддерживал гипотезу, согласно которой сформировавшаяся зависимость уже не является симптомом какого-либо неблагополучия (психологического, экономического и т. п.), а становится самостоятельным заболеванием. Её развитие не может быть остановлено удалением пускового фактора. Зависимость обладает силой и свойствами естественных потребностей (таких, как потребность во сне, в еде и пр.): её можно рассматривать как потребность, искусственно сформированную путём химической стимуляции «центра удовольствия». Он сравнивал зависимость с очень сильной влюбленностью:
Он сравнивал зависимость с очень сильной любовью, указывая, что зависимость — это «эмоциональная привязанность, приобретенная посредством обучения, которая время от времени или постоянно проявляется в целенаправленном стереотипном поведении со свойствами и силой инстинкта, имеющего целью специфическое удовольствие либо избегание специфического дискомфорта» 
Это, однако, не следует расценивать как свидетельство неизлечимости зависимости. Зависимость является «выученной», и поэтому можно переучиться, научиться жить без наркотиков. Лечение зависимости должно иметь целью полный отказ от наркотиков. В отличие от других авторов, предлагающих добиваться снижения побочных эффектов, снижения вреда, Бейерут критиковал, к примеру, работу лечебных программ с длительной метадоновой поддержкой для опиатных наркоманов, не ставящих задачи освобождения от наркотиков.